# Eric Ward
 Eric Ward Murtinho ( Rio de Janeiro, 18 de junho de 1963) é um ex-voleibolista indoor brasileiro,  que  atuava na posição de Levantador   e servindo a Seleção Brasileira sagrou-se medalhista de ouro no Campeonato Sul-Americano Infantojuvenil de 1980 no Brasil, também foi vice-campeão do Campeonato Sul-Americano Juvenil de 1982 na Argentina  e medalhista de prata no Campeonato Mundial Juvenil de 1981 nos Estados Unidos.

## Carreira
Em 1978 serviu a Seleção do Rio de Janeiro na edição dos Jogos Estudantis Brasileiros (JEB´s), teve passagens pela  AABB/ RJ e também pelo Bradesco/RJ.
No ano de 1980 foi convocado para Seleção Brasileira, categoria infantojuvenil, para disputar o II Campeonato Sul-Americano Infantojuvenil na cidade de São Paulo, no Brasil, e nesta ocasião finalizou com a medalha de ouro.
Na época que era atleta da Atlântica Boavista foi convocado para Seleção Brasileira, categoria juvenil, sediado em Colorado Springs, Estados Unidose sagrou-se medalhista de prata.
Pela seleção brasileira juvenil foi convocado competiu na VI edição do Campeonato Sul-Americano da citada categoria de 1982 na cidade de Santa Fe, Argentina,  Jorge Barros de Araújo e conquistou a medalha de prata.Também foi atleta da Copagaz/Campo Grande.

## Títulos e resultados
[carece de fontes?]

## Premiações Individuais
[carece de fontes?]